# Església de la Verge Maria de Nabakhtevi
L'església de la Verge Maria de Nabakhtevi (en idioma georgià: ნაბახტევის ღვთისმშობლის ეკლესია) és una església situada al poble de Nabakhtevi, al municipi de Khashuri, a Geòrgia. Aquest monument del segle xv de Nabakhtevi va ser construït per ordre de Kutsna Amiredjibi al barranc de Cheratkhevi. L'any 2006, l'església de la Verge Maria de Nabakhtevi va ser assenyalada com a Monument Cultural destacat de Geòrgia.

## Història
L'edifici de l'església i el campanar estan inclosos en el conjunt d'esglésies de la Mare de Déu de Nabakhtevi. L'edifici de l'església fa de planta 14,5 m x 9,35 m; està construïda amb fileres de pedres grises tallades. L'església té dues entrades: des de l'oest (de maó) i des del nord. Hi ha una finestra en un absis semicircular. Aquí es troba la representació de la Verge, que seu al tron amb els sants.
La pintura mural de l'església es va realitzar entre els anys 1412 i 1431, però va ser danyada posteriorment. Algunes composicions es van reubicar al Museu d'Art de l'estat de Geòrgia. In situ es mantenen, al mur de separació del centre de la planta i les parts posteriors, tres registres: -els ulls «guardians ocells» estan representats al registre superior- l'hospitalitat d'Abraham al segon registre, i els patriarques de l'església i Svimeon Mesvete al tercer.

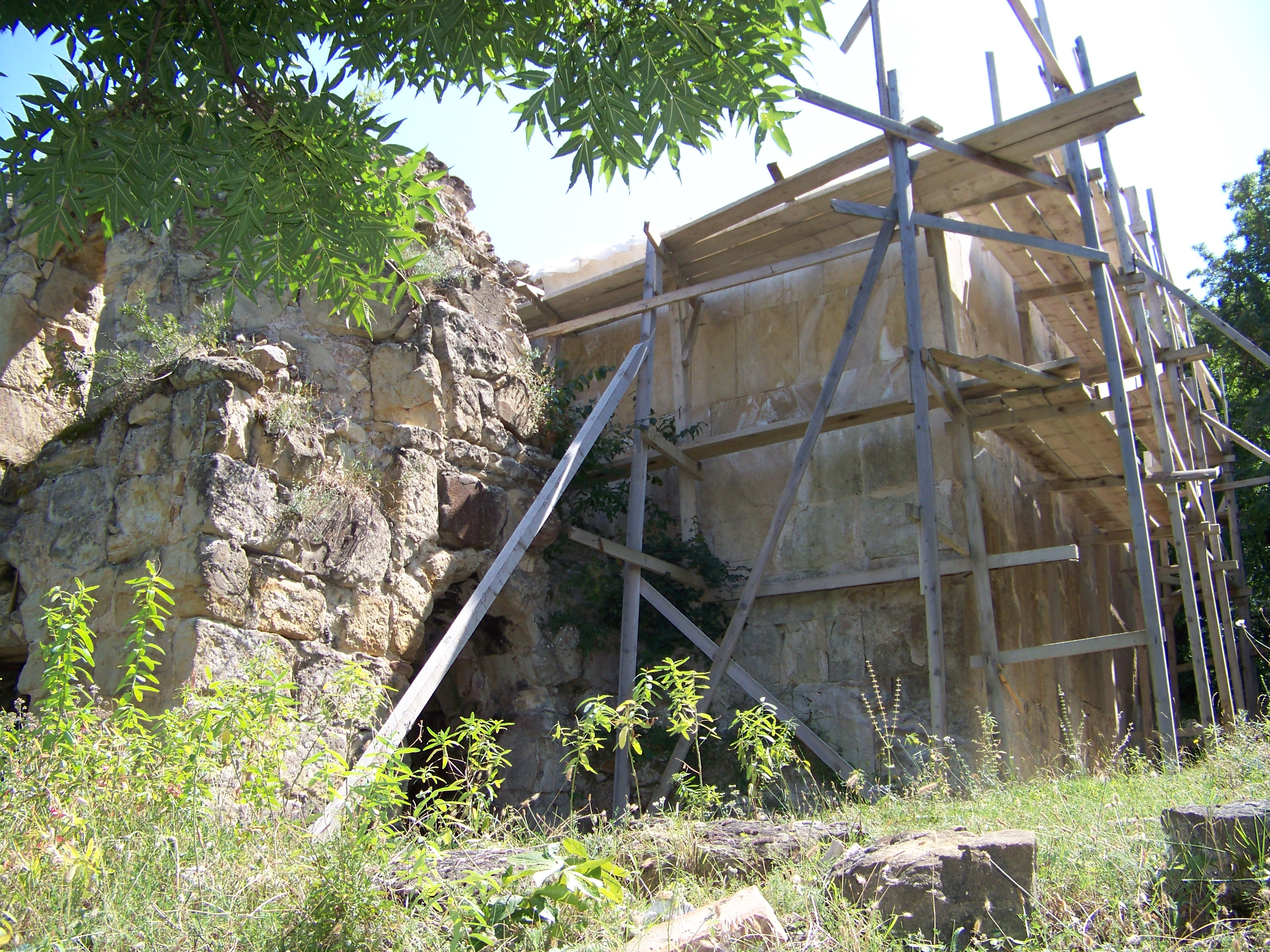
Església de la Verge Maria de Nabakhtevi (2016)
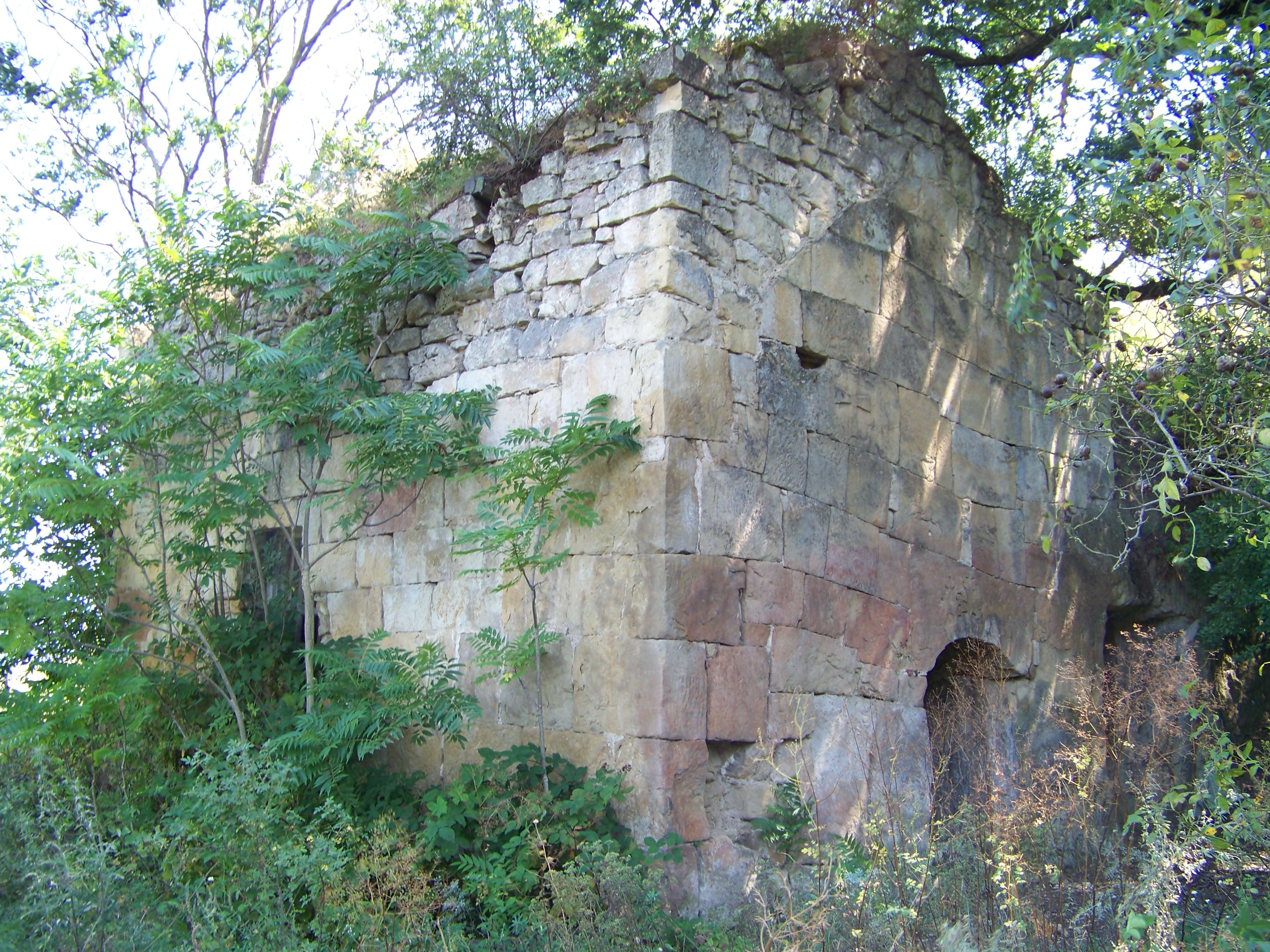
Vista de l'església
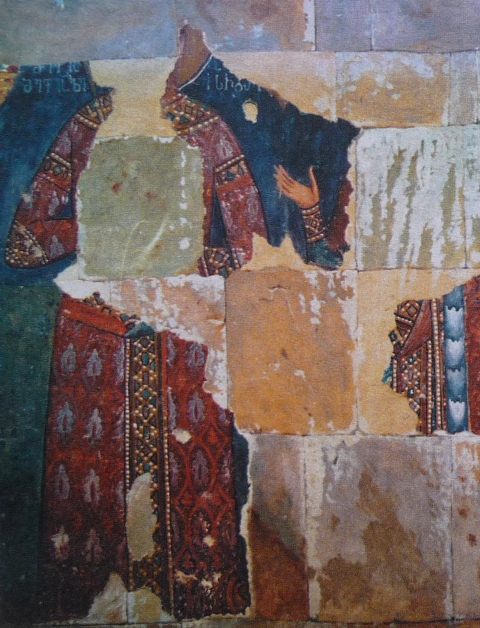
Fresc representant Alexandre I de Geòrgia. Segle XV
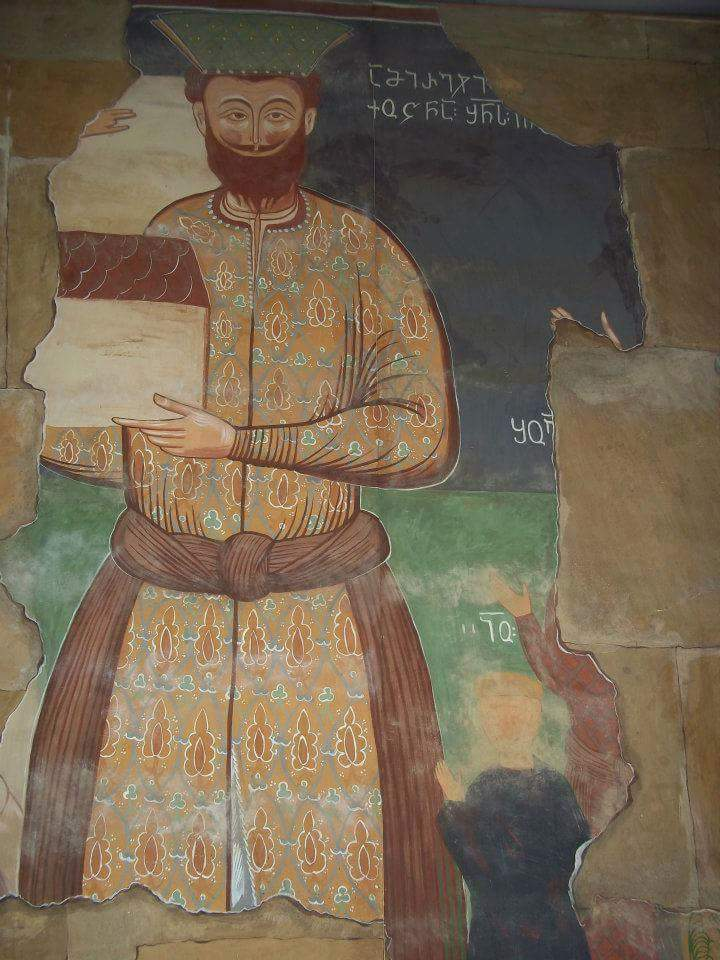
Fresc representant Kutsna Amiredjibi